# 10076 Rogerhill
10076 Rogerhill è un asteroide della fascia principale. Scoperto nel 1989, presenta un'orbita caratterizzata da un semiasse maggiore pari a 2,6031199 au e da un'eccentricità di 0,3135953, inclinata di 20,16961° rispetto all'eclittica.
L'asteroide è dedicato all'astronomo amatoriale canadese Roger Hill.